# 黎巴嫩—马来西亚关系
黎巴嫩－马来西亚关系是指黎巴嫩和马来西亚之间的双边关系。黎巴嫩在吉隆坡设有一间大使馆，马来西亚也在贝鲁特设有一间大使馆。现今兩国均为伊斯兰合作组织、不结盟运动、77国集团成员国。

## 政治交流
马来西亚长期在国际舞台上支持黎巴嫩，并反对以色列对黎巴嫩的军事行动。2007年，在马来西亚国防部长的纳吉·阿都拉萨同意下，当时马来西亚共向联合国驻黎巴嫩临时部队派遣了馬來西亞海陆空三军组的877名维和人员。
2002年5月8日，时任马来西亚交通部长林良实在接待黎巴嫩工程及交通部长纳吉布·米卡提后，在记者会上透露他将在该年年中代表马来西亚前往黎巴嫩签署开放天空协定与海事合作协议。林良实说，马来西亚与黎巴嫩将在航空领域、港口、陆路交通方面合作，扩大两国在经贸和交通业的合作层面。他也说，一旦两国签署开放天空协定，届时两国的航空公司可在不设定航班次数、机型的情况下，开拓往返两国的航班服务。